# ماريا زريق
ماريا زريق ممثلة فلسطينية حائزة على جائزة أفضل ممثلة في مهرجان حوض البحر المتوسط دخلت عالم التمثيل بعد تمثيلها لدور مركزي في فيلم «فيلا توما» للمخرجة الفلسطينيّة سُهى عرّاف.

## حياتها وتعليمها
ولدت ماريا زريق في مدينة حيفا في فلسطين، أنهت دراستها في مجال الحقوق، لكنها اختارت طريق التمثيل، بدأت حياتها الفنيّة على خشبة المسرح من خلال رقص الباليه.
حازت ماريا على أول جائزة دولية تعزز قناعتها بخيارها لاختيار الفن، وهي جائزة أفضل ممثلة في مهرجان «سينما حوض البحر المتوسط» عن فيلم«فيلا توما» للمخرجة الفلسطينية سهى عراف، وفي السابعة عشر من عمرها شاركت في مسلسل الوعد، حيث تقمصت فيه شخصية ابن الفنان علي سليمان الذي لعب دور لاجئ فلسطيني، شاركت ماريا في عدّة أفلام روائية منها فيلم عالقون في الشباك للمخرج علي نصّار، وشاركت في فيلم قصير طابعه كوميدي للمخرج باسل خليل، وشاركت في فرقة سلمى للفنون الإستعراضيّة حيث تمارس رقص الباليه الذي تعشقه.